# Bože pravde
Bože pravde (slovensko Bog pravice) je himna republike Srbije. Leta 1872 jo je uglasbil Davorin Jenko po besedilu Jovana Đorđevića.
To je bila prvotno državna himna Kraljevine Srbije, zato poveličuje srbskega kralja. Srbija uporablja rahlo spremenjeno različico, kjer poudarja, da ni več monarhija; različni so štirje verzi. V treh je »srbski kralj« nadomeščen s »srbskimi deželami«, v eni pa »Bog ohrani srbskega kralja« z »Bog ohrani, bog obrani«.

## Besedilo v srbščini
Bože pravde, ti što spase

od propasti dosad nas,

čuj i odsad naše glase

i od sad nam budi spas.

Moćnom rukom vodi, brani

budućnosti srpske brod,

Bože spasi, Bože hrani,

srpske zemlje, srpski rod!

Složi srpsku braću dragu

na svak dičan slavan rad,

sloga biće poraz vragu

a najjači srpstvu grad.

Nek na srpskoj blista grani

bratske sloge zlatan plod,

Bože spasi, Bože hrani

srpske zemlje, srpski rod!

Nek na srpsko vedro čelo

tvog ne padne gneva grom

Blagoslovi Srbu selo

polje, njivu, grad i dom!

Kad nastupe borbe dani

k’ pobedi mu vodi hod

Bože spasi, Bože hrani

srpske zemlje, srpski rod!

Iz mračnoga sinu groba

srpske slave novi sjaj

nastalo je novo doba

Novu sreću, Bože daj!

Otadžbinu srpsku brani

pet vekovne borbe plod

Bože spasi, Bože brani

moli ti se srpski rod! 